# Watterbach
Watterbach ist ein Gemeindeteil des Marktes Kirchzell im unterfränkischen Landkreis Miltenberg in Bayern.

## Geographie
Das Kirchdorf Watterbach liegt am Waldbach auf 250 m ü. NHN an der Kreisstraße MIL 7 zwischen Breitenbuch und Kirchzell. Im Nordwesten verläuft die Landesgrenze zu Hessen. Östlich befindet sich das zu Amorbach gehörende Otterbach, nordwestlich liegt Boxbrunn im Odenwald.

## Geschichte
Watterbach wurde im Jahr 1395 im Amorbacher Klosterurbar erstmals urkundlich erwähnt. Die ehemalige Gemeinde hatte 1964 insgesamt 408 Einwohner, davon 191 Einwohner im Hauptort, 167 Einwohner im zugehörigen Kirchdorf Breitenbuch, 29 Einwohner im Weiler Dörnbach und 21 Einwohner im Weiler Schrahmühle. Die Gemeinde wurde am 1. Januar 1975 nach Kirchzell eingegliedert.
Das Watterbacher Haus, dendrochronologisch auf 1475 datiert, gilt als das älteste erhaltene Bauernhaus des Odenwalds. Das Wohnstallhaus stand ursprünglich am Ortseingang in der Nähe des Gasthauses Lenk. Es wurde 1966 zunächst nach Breitenbach und 1981 dann nach Preunschen versetzt; seit 1997 ist darin ein Waldmuseum eingerichtet.

## Natur und Schutzgebiete
Im Westen der Gemarkung steht an der Grenze zu Hessen mit dem Naturschutzgebiet „Eutergrund bei Bullau“ ein typisches Odenwälder Wiesental unter Schutz.